# Metrolijn 52
Metrolijn 52, ook wel bekend als de Noord/Zuidlijn, is een lijn van de Amsterdamse metro. De lijn loopt van Amsterdam-Noord (station Noord, vlak bij het Buikslotermeerplein), onder het centrum van Amsterdam door naar station Zuid (tevens treinstation Amsterdam Zuid), met daartussen de haltes Noorderpark, Centraal Station, Rokin, Vijzelgracht, De Pijp en Europaplein. De lijn werd op 21 juli 2018 officieel geopend door de Amsterdamse burgemeester Femke Halsema. De lijn werd door reizigers in gebruik genomen op 22 juli 2018.
Het was niet de eerste keer dat er in Amsterdam een metrolijn 52 reed. Van 1-4 mei 2008 en van 20-29 juli 2013 werd wegens werkzaamheden bij station Zuid metrolijn 50 onderbroken en reed het gedeelte Isolatorweg - Station Zuid met het lijnnummer 52.

## Geschiedenis
De aanleg van een Noord/Zuidlijn kwam al voor in het Plan Stadsspoor uit 1968. Destijds besloot men te beginnen met de bouw van de huidige Oostlijn. Wegens grote maatschappelijke weerstand die onder andere uitmondde in de Nieuwmarktrellen in 1975 en overschrijdingen van het budget besloot de gemeente Amsterdam in 1975 dat er na de Oostlijn geen kilometer metrolijn meer bijgebouwd zou worden. Tegenstanders van de metrolijn waren bang voor budgetoverschrijdingen en verzakkingen in het centrum van Amsterdam. Het woord 'metro' was na 1975 lange tijd taboe in Amsterdam.

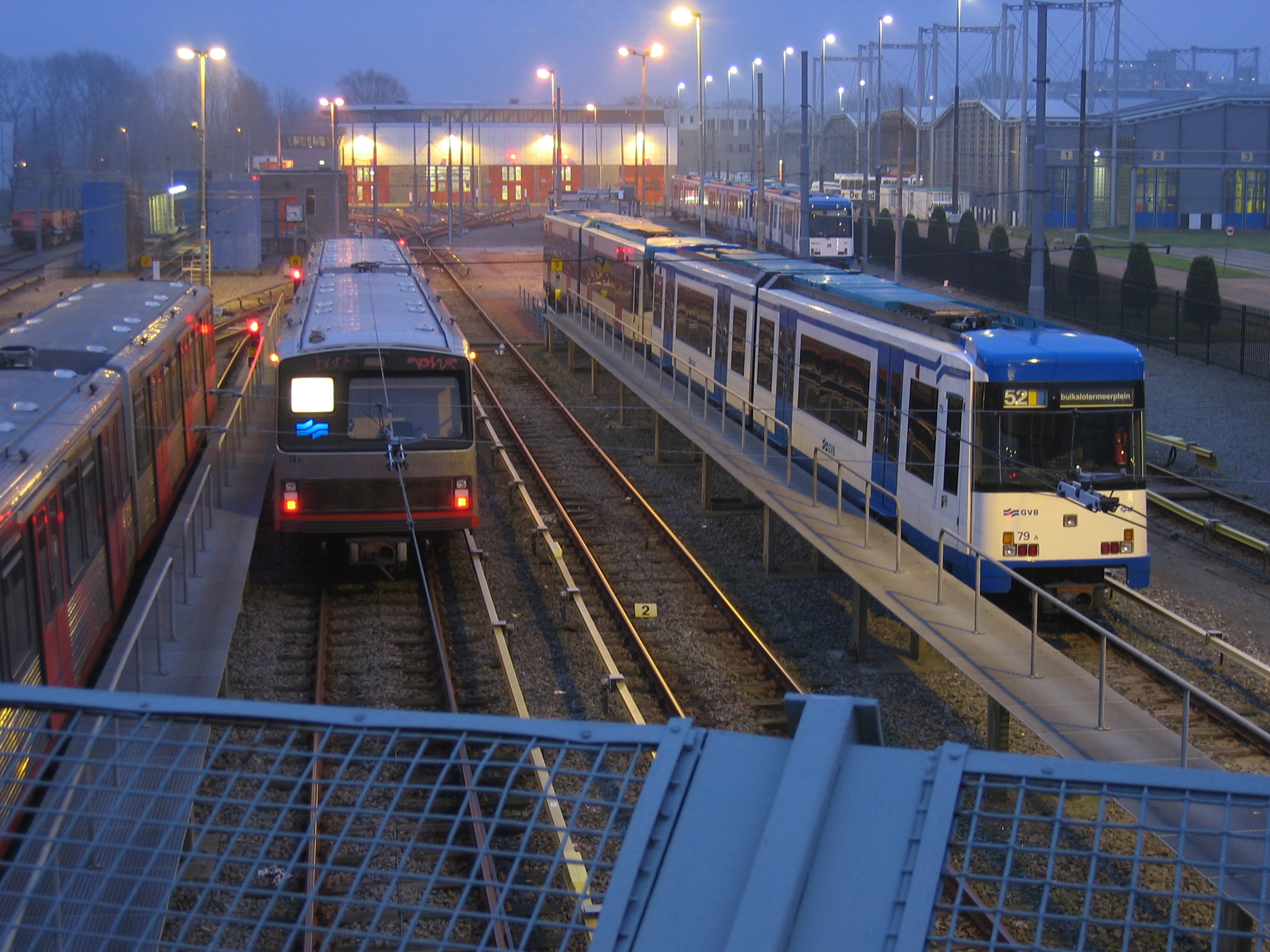
De lijnfilm was al ver voor de aanleg van de Noord-Zuidlijn al gemaakt, hier is dat te zien op een M4 metrostel in 2007 met de oude haltenaam voor station Noord.

Eind jaren tachtig werd er op initiatief van D66 toch weer onderzoek naar de haalbaarheid van een Noord/Zuidlijn gedaan. De TU Delft adviseerde in 1988 om voor een semimetro te kiezen. In de oorspronkelijke plannen was het tracé tussen het Weteringcircuit en Station Zuid gepland onder de Boerenwetering en langs de achterzijde van de RAI met een station bij de Wielingenstraat waarna door een bestaande afslagtunnel onder de A10 zouden worden aangesloten op Station Zuid. Nog voor het referendum besloot men echter het tracé te verleggen door de Ferdinand Bolstraat en Scheldestraat wat voor de vervoercijfers een gunstiger tracé was maar wel complexer en duurder in aanleg.

### Besluitvorming
Uiteindelijk resulteerde dit in een Raadsbesluit op 27 november 1996, waarna een volksraadplegend referendum plaatsvond op 25 juni 1997. Met het referendum stemde 64,8% tegen de komst van de lijn en 35,2% kiezers vóór de aanleg. De uitslag werd niet als bindend erkend, omdat het aantal nee-stemmers volgens de referendumverordening hoger had moeten zijn. De uitslag van het referendum werd genegeerd, en de bouw van de lijn kon wat de democratische rechtsgang betrof doorgaan. In juli 1997 werd de vereniging 'De Bovengrondse' opgericht, die door onder meer het voeren van juridische procedures probeerde de aanleg van de lijn alsnog te verhinderen. 

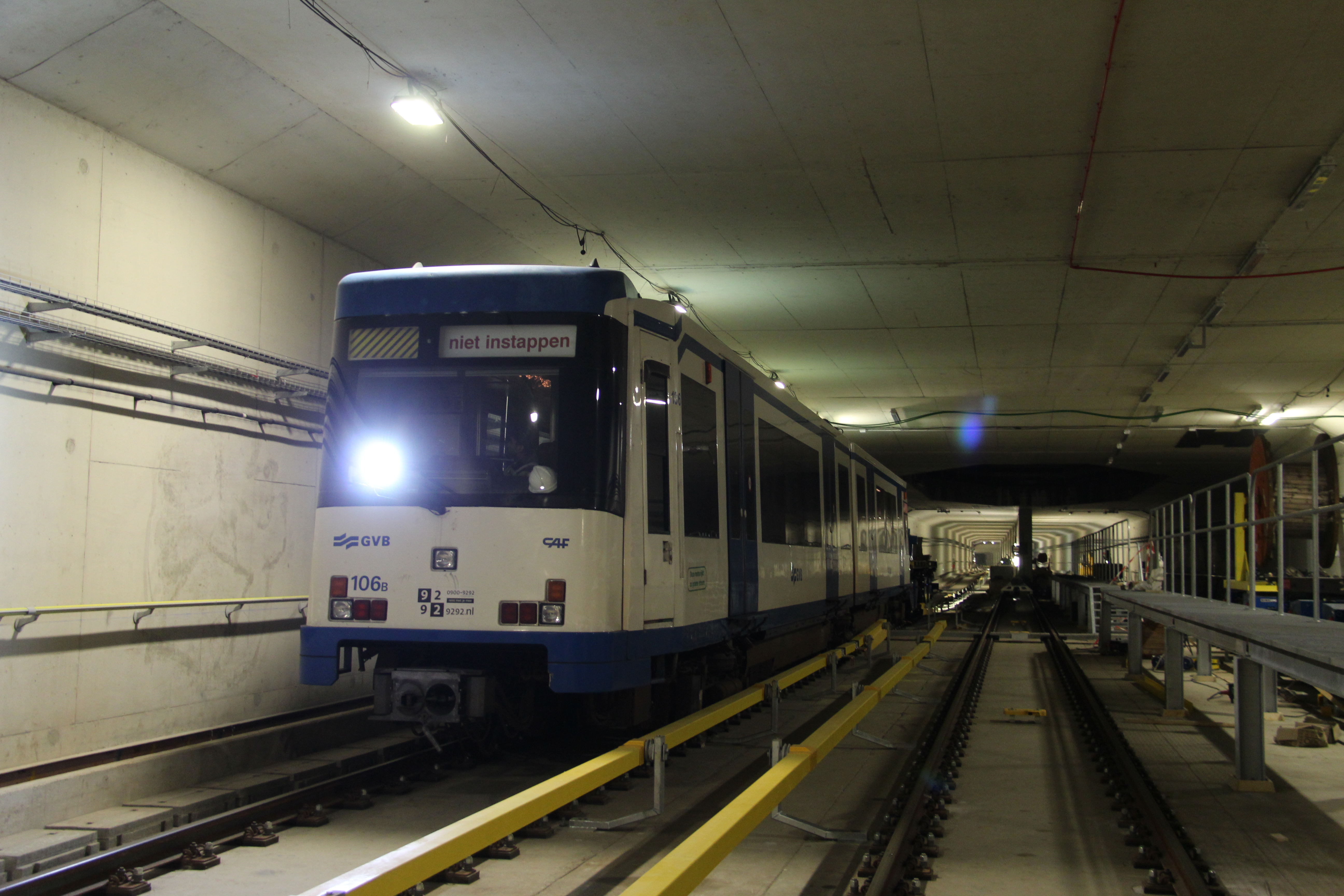
Een testrit met een M4 stel in 2015 op ongeveer ter hoogte van Sixhaven.

Ter voorbereiding op de bouw van de lijn werden tussen 1997 en 2002 proeven uitgevoerd met een boortunnel, dit omdat men bang was voor verzakkingen door de slappe ondergrond van Amsterdam. De proeven waren niet succesvol. De daarop gebaseerde adviezen werden genegeerd en technisch directeur Johan Bosch rapporteerde in 2000 aan de gemeenteraad dat boren mogelijk was, mits de grond door middel van injecties verstevigd werd.
In oktober 1999 stemde de Tweede Kamer in met de aanleg van de Noord/Zuidlijn. De Kamer ging ook akkoord met de subsidie-aanvraag van Amsterdam en zei toe 2,1 miljard gulden bij te dragen aan de bouw. Kostenoverschrijdingen zouden voor rekening van de gemeente Amsterdam zijn. Op 9 oktober 2002 nam de gemeenteraad het definitieve besluit tot aanleg van de lijn. De raad stemde in met de nieuwe metrolijn met 29 stemmen voor en 14 tegen.

## Kenmerken

### Tracé
De metrolijn heeft een lengte van 9,7 kilometer, waarvan 7,1 kilometer ondergronds. De reistijd van station Noord naar station Zuid is 15 minuten, tussen Noord en Centraal Station 4 en tussen Centraal Station en Zuid 11 minuten. De lijn begint bovengronds in Amsterdam-Noord en gaat onder het IJ en het Centraal Station door. Daarna loopt het tracé door een geboorde tunnel via het Damrak, de Dam, het Rokin, de Vijzelstraat, de Vijzelgracht, de Ferdinand Bolstraat en de Scheldestraat. Vanaf het Europaplein is de tunnel in openbouwwijze aangelegd. Voor de RAI langs loopt de metrolijn nog ondergronds, waarna de Noord/Zuidlijn weer boven de grond komt in de middenberm van de Ringweg Zuid (A10), tussen het nieuwe station Europaplein en metrostation Zuid / treinstation Amsterdam Zuid. Bij Station Zuid sluit de metro aan op het bestaande netwerk (lijnen 50 en 51).
In vroege plannen was sprake van een doorgaande dienst over de Noord/Zuid- en Amstelveenlijn onder het lijnnummer 58. Die ambitie is in 2011 opgegeven. Een metro-aftakking naar Amstelveen door middel van de voormalige Amstelveenboog is vanwege de aanleg van een verdiepte rondweg A10, met daarop gebouwd een veel groter vernieuwd Station Zuid niet meer mogelijk. In plaats van een metroverbinding naar Amstelveen is de Amstelveenlijn omgebouwd tot een 'hoogwaardige' tramlijn, de Amsteltram, hoewel het eerder wenselijk werd bevonden om de Noord/Zuidlijn en de Amstelveenlijn samen te voegen in het kader van ontvlechting van het metronet.

#### Techniek

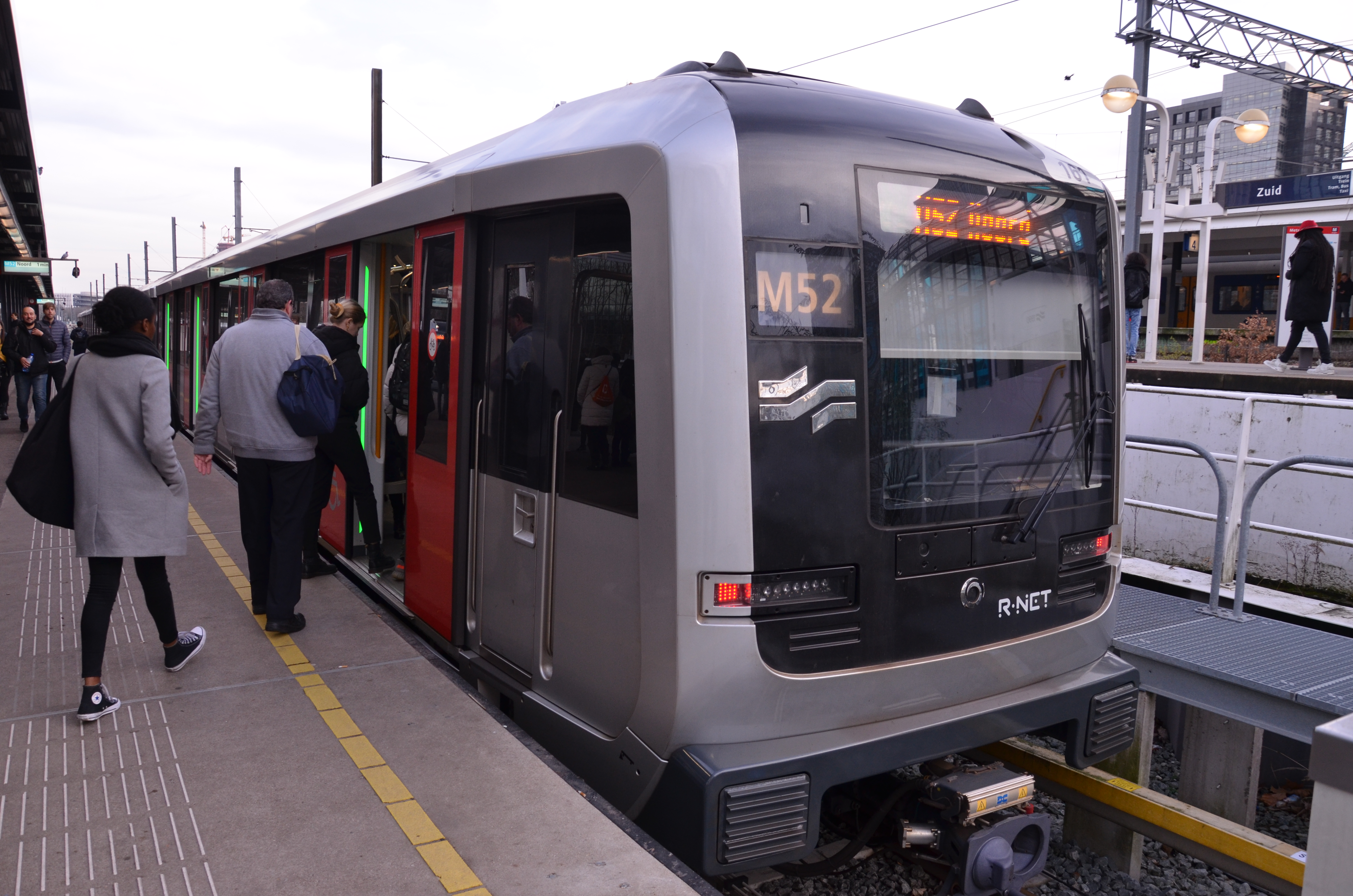
Een M5-treinstel bij station Zuid rijdende op lijn 52. De foto is nog genomen in de korte periode (juli 2018-maart 2019) waarbij zowel lijn 52 als de oude lijn 51 op hetzelfde moment reden. Toen was het Amsterdamse metro netwerk op zijn grootst tot nu toe.

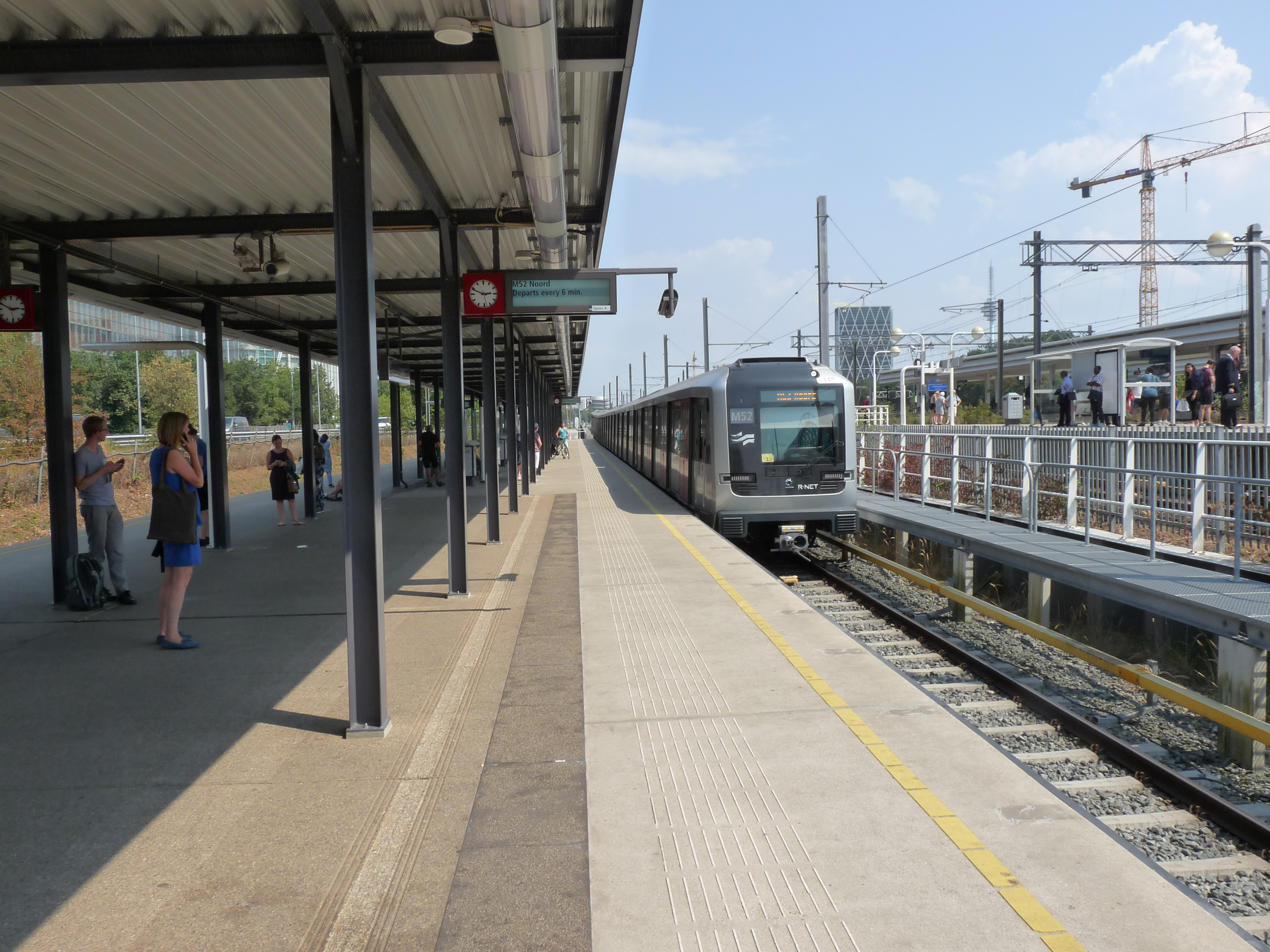
Metrotrein op de Noord/Zuidlijn in Station Amsterdam Zuid; 26 juli 2018.

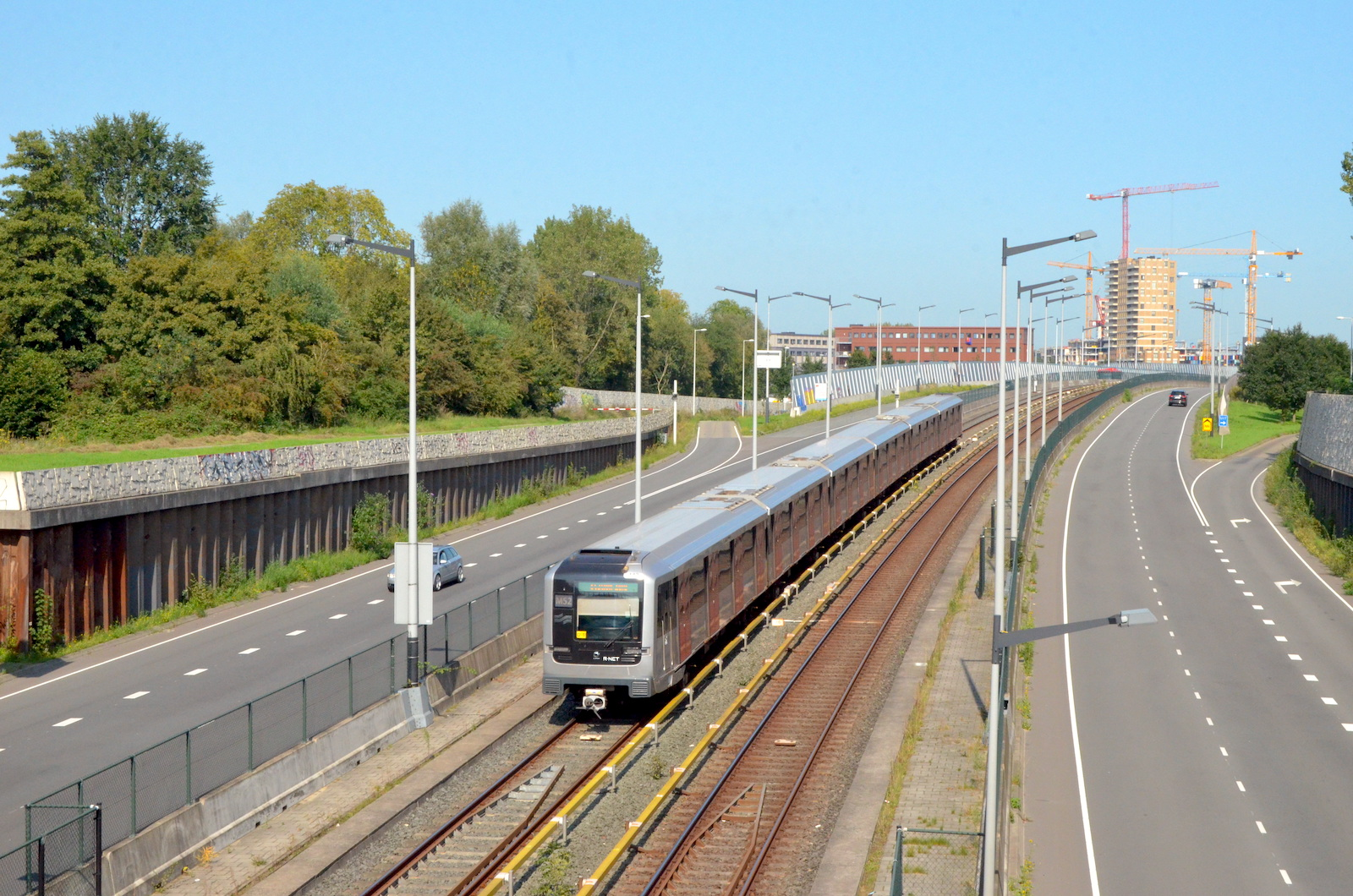
Metrotrein op de Noord/Zuidlijn op de middenberm van de Nieuwe Leeuwarderweg ter hoogte van de Buiksloterdijk; 14 september 2020.

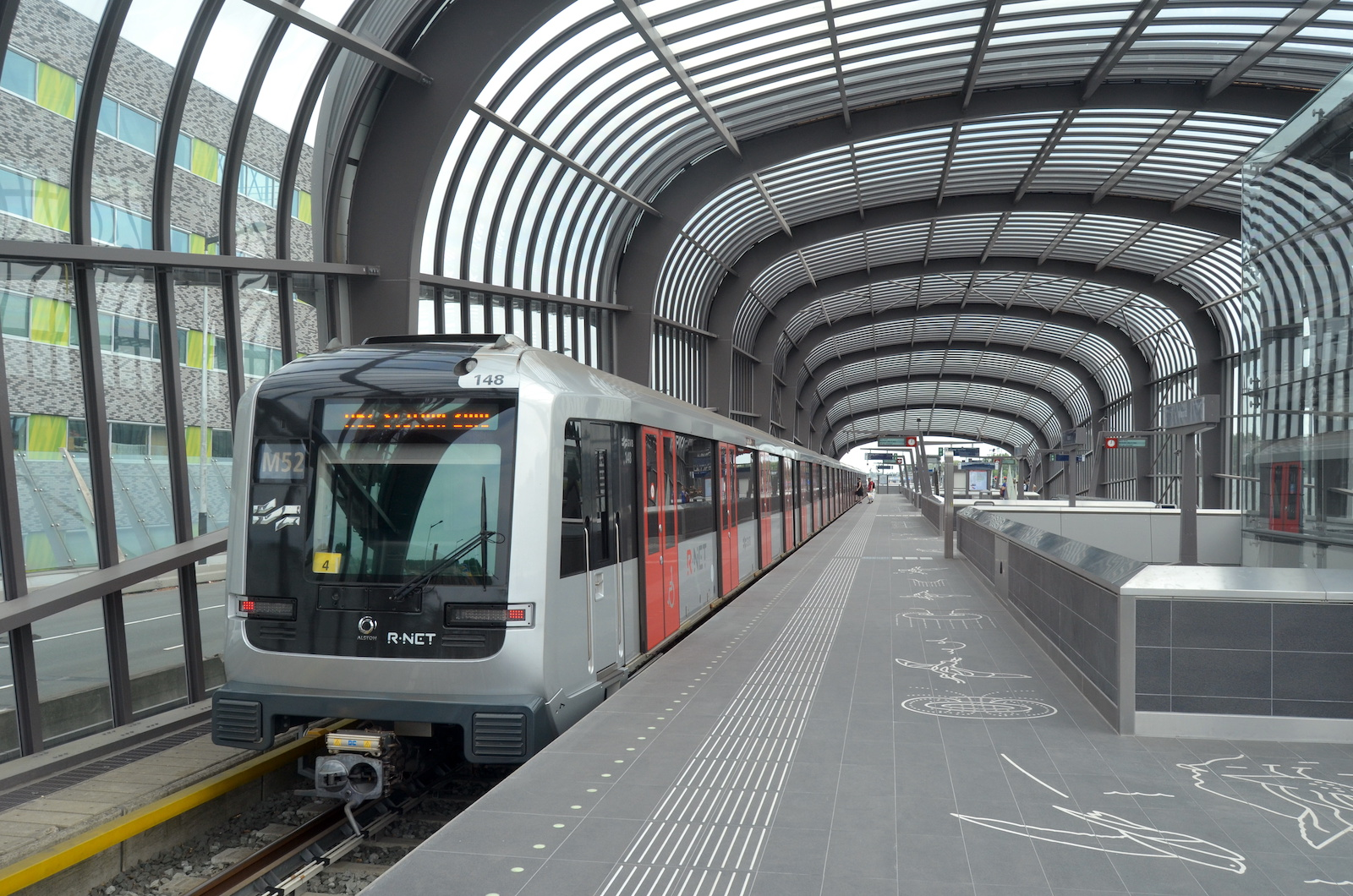
Metrotrein op de Noord/Zuidlijn in Station Noord op de eerste dag van exploitatie; 22 juli 2018. Foto: Erik Swierstra.

De totale lengte van de boortunnel is 3,8 kilometer, of 3,1 kilometer als de ondergrondse stations Rokin, Vijzelgracht en De Pijp niet meegerekend worden. Het tracé is zo gekozen dat de tunnelboormachines grotendeels het bestaande stratenpatroon volgen en dus zo min mogelijk onder bebouwing zouden boren.
Voor de stroomvoorziening was oorspronkelijk een bovenleiding voorzien, maar B&W van Amsterdam hebben uiteindelijk toch besloten dat de Noord/Zuidlijn, net als de bestaande metrolijnen, voeding krijgt via een derde rail.
De energievoorziening, beveiliging en andere installaties van de Noord/Zuidlijn worden geregeld vanuit het Sein- Energie en Telecomgebouw, binnen de Amsterdamse Dienst Metro en GVB afgekort tot SET-gebouw, dat op de middenberm van de Ringweg A10, ten westen van het metrostation RAI van Ringlijn 50 is gesitueerd.
Op het dak van dit gebouw, waarvan de gevels zijn opgetrokken uit een beplating van cortenstaal, is de groene berm van de A10 voortgezet door toepassing van een vegetatiedak. Het SET-gebouw is ontworpen door het Amsterdamse architectenbureau MOPET en werd in 2014 opgeleverd. Aan het andere uiteinde van de lijn ligt het Voorzieningengebouw, eveneens een ontwerp van MOPET. Hier kunnen machinisten en onderhoudspersoneel o.a. pauzeren en omkleden.

#### Dienstuitvoering
Aan de hand van het voorgestelde Programma van Eisen voor de inbesteding van het openbaar vervoer, waar deze lijn onderhavig aan is, was ten dele bekend welke frequenties minimaal gehanteerd zouden moeten worden (aantal ritten per uur):
Vanaf 22 juli 2018 werd elke 6 minuten gereden en op de stille uren elke 7,5 minuten. In 2018 gold op deze lijn geen vakantiedienst, in tegenstelling tot de andere metrolijnen.Als gevolg van de coronacrisis was het vervoer verminderd en werd de frequentie verlaagd. Wegens bezuinigingen werd m.i.v. 3 januari 2021 de frequentie van 10 keer per uur teruggebracht naar 8 keer per uur.
M.i.v. 4 september 2023 werd in de spitsuren weer elke 6 minuten gereden en sinds 11 december 2023 is in de spitsuren de 6-minutendienst gewijzigd in een 5-minutendienst (12 keer per uur).
Op nieuwjaarsnacht werd in 2019, voor het eerst, 2020, 2023 en 2024 ook 's nachts een reguliere dienst gereden, elke 15 minuten vanaf 1.30 uur en 30 minuten vanaf 4.00 uur.
Er wordt uitsluitend gereden met metromaterieel M5 (maximaal 7 stuks) met een korte kering op Zuid en een lange kering op Noord.
|                                 | Maandag-vrijdag | Weekeinde | Sinds 2021 alle dagen | Sinds 3 september 2023 |
| ------------------------------- | --------------- | --------- | --------------------- | ---------------------- |
| Vroege ochtend                  | 10              | 8         | 8                     | 8                      |
| Ochtendspits                    | 12              | n.v.t.    | 8                     | 10                     |
| Ochtend weekeinde tot 10.00 uur | n.v.t.          | 8         | 8                     | n.v.t.                 |
| Overdag                         | 10              | 10        | 8                     | 8                      |
| Middagspits                     | 12              | n.v.t.    | 8                     | 10                     |
| Avond                           | 10              | 10        | 8                     | 8                      |
| Late avond na 22.00 uur         | 8               | 8         | 8                     | 8                      |

## Toekomst
Voor metrolijn 52 zijn al sinds de aanleg van de lijn een aantal mogelijkheden van verlenging besproken. Zo is er sprake van een verlenging naar Schiphol Airport en Hoofddorp vanaf Station Zuid. Verdere mogelijkheden zijn noordelijke verlengingen naar Zaandam, Purmerend en Nieuwendam. Tevens ligt in Noord net over het IJ, nabij de Sixhaven, het in ruwbouw aanwezige metrostation Sixhaven.

### Verlenging naar Schiphol
Een Noord/Zuidlijn die vanaf Noord via Centraal Station en Zuid naar Schiphol zou lopen kwam reeds voor in het Plan Stadsspoor uit 1968. De geplande lijn liep vanaf Station Zuid eerst door Amstelveen om daarna via de Beneluxbaan zijn route te eindigen op de luchthaven. Er werd echter besloten eerst de Oostlijn aan te leggen, aangezien deze het kortste stuk ondergronds spoor kende, en daardoor goedkoper zou zijn in aanleg. Na de Nieuwmarktrellen in 1975 werd er voorlopig afgezien van een verdere uitbreiding van het metronet.
Toen de Noord/Zuidlijn toch werd aangelegd was het plan eerst om deze tot Schiphol te laten doorlopen. Uit kostenbesparende overwegingen is hier echter van afgezien. Schiphol-baas Jos Nijhuis, GVB-directeur Alexandra van Huffelen, werkgeversclub VNO-NCW en de gemeenteraad Amsterdam wilden in 2015 dat de lijn alsnog zou worden doorgetrokken naar Schiphol en wellicht zelfs naar Station Hoofddorp, een wens van de gemeente Haarlemmermeer. De verlenging naar Schiphol is volgens de luchthaven nodig om de capaciteit van en naar het vliegveld vanuit Amsterdam te vergroten. Daardoor kan het lokale treinvervoer tussen Amsterdam Centraal, Amsterdam Zuid en Schiphol per metro plaatsvinden. Door het invoeren van de metro kan het aantal sprinters afnemen, waardoor er ruimte ontstaat voor meer internationale treinen.
Deze verlenging wordt niet voor 2030 gerealiseerd, voornamelijk om financiële redenen. Zo wil bijvoorbeeld de landelijke overheid geen extra geld vrijmaken voor het realiseren van de verlenging. Een mogelijke oplossing is om de opbrengsten van woningbouw en kantoren langs het tracé van de verlenging naar Schiphol te gebruiken voor de realisatie van de lijn. Diverse partijen hebben in november 2020 een miljard euro gereserveerd voor de bouw. De totale kosten bedragen echter zeker vier miljard euro, waarvoor een beroep op het Rijk moet worden gedaan.
Op 14 november 2022 werd bekendgemaakt dat de gemeente Amsterdam een deal heeft met het Rijk over de bekostiging van enkele grote projecten, waaronder de verlenging van de Noord/Zuidlijn van Station Zuid naar Schiphol en Hoofddorp. Voorts komt er geld vrij voor het afmaken van het Zuidasdok. Ook zou de Ringspoorlijn vanaf Station Amsterdam Sloterdijk worden uitgebreid tot aan een nieuw Station Haven-Stad / 'Hemknoop' (dus nog niet verder tot aan het Centraal Station). Er wordt nog onderzoek gedaan naar het uiteindelijke tracé naar Schiphol en Hoofddorp. Op zijn vroegst zou in 2028 gestart kunnen worden met de bouw hiervan, die circa tien jaar zou moeten duren. De kosten van de verlenging van de Noord/Zuidlijn van Station Zuid naar Schiphol en Hoofddorp kost zeker 3,3 miljard euro.
Het gehele pakket aan maatregelen bedraagt totaal 5,4 miljard euro, waarvan het Rijk 4,1 miljard euro betaalt en regionale partijen samen 1,3 miljard euro bijdragen. Amsterdam draagt voor 600 miljoen bij, terwijl Schiphol 100 miljoen euro betaalt. Ook de Vervoerregio Amsterdam, provincie Noord-Holland, NS, KLM, projectontwikkelaar SDAC en de gemeente Haarlemmermeer nemen deel aan het project. Op Prinsjesdag 2023 trok de toenmalig verkeersminister 'de stekker uit het project'.
In november 2024 werd bekendgemaakt dat de aanleg verder uitgesteld wordt. Onderzoek naar de 'haalbaarheid' en route is niet eerder dan eind 2026 gereed. De kosten worden nu begroot op 5,5 miljard euro. Doordat de werkzaamheden aan het Zuidasdok niet voor 2036 gereed zullen zijn, zal het nog een tijd duren voordat de verlenging van de Noord/Zuidlijn gerealiseerd wordt. Het is de bedoeling dat deze lijn ook haltes krijgt bij nieuwe woonwijken in Amsterdam (Schinkelkwartier en Riekerpolder) en Haarlemmermeer (Badhoevedorp en Hoofddorp).

### Verlenging naar Zaandam en Purmerend
Al sinds de aanleg van de Noord/Zuidlijn werd er gesproken over een verlenging van de lijn in noordelijke richting. 
In het coalitieakkoord dat de provincie Noord-Holland 12 juni 2019 publiceerde laat de coalitie GroenLinks, VVD, D66 en PvdA blijken voorstander te zijn van een doortrekking van lijn 52 naar Zaandam, Purmerend en Schiphol. Ze laat daarbij weten dat in de periode tussen 2019 en 2023 in ieder geval een onderzoek moet worden gedaan naar de haalbaarheid van een verlenging van de lijn.

#### Zaandam
De mogelijke verlenging naar Zaandam buigt af bij het nog te realiseren station Sixhaven en vervolgt zijn route door Amsterdam-Noord via de Klaprozenweg en Cornelis Douwesweg om via de IJpolder en het Hembrugterrein in Zaandam uit te komen. Deze verlenging heeft met name zin als de vele woningen uit onder andere het plan Haven-Stad zijn gebouwd. Dit plan voorziet in meer dan tienduizend woningen rondom het IJ.

### Station Sixhaven
Noord ·
Noorderpark ·
Centraal Station (NS) ·
Rokin ·
Vijzelgracht ·
De Pijp ·
Europaplein ·
Station Zuid (NS)